# Caloptilia hexameris
Caloptilia hexameris là một loài bướm đêm thuộc họ Gracillariidae. Nó được tìm thấy ở Brasil.